# 異議あり!女弁護士大岡法江
『異議あり!女弁護士大岡法江』（いぎあり!おんなべんごしおおおかのりえ）は、2004年1月8日から3月11日まで毎週木曜日20:00 - 20:54に、テレビ朝日系「木曜ミステリー」枠で放送された日本のテレビドラマ。主演は高島礼子。
この木曜ミステリーのシリーズは主として京都市が舞台になることから「京都ミステリー」とも言われていたが、「西部警察2003」の撮影中の事故による制作中止でこの期間に放送予定だった「新・京都迷宮案内」の制作・放送が前倒しされたことなどもあり、この作品は東京が物語の舞台であった。
この本作品の裏番組がTBS系列の「うたばん」とフジテレビ系列の「奇跡体験!アンビリバボー」という番組が高視聴率によった影響で全話1桁台で平均視聴率8.9％と低視聴率になったため結局シリーズ化されることなく単発で終了した。

## キャスト

### レギュラー
大岡法江（おおおか のりえ）
演 - 高島礼子
弁護士。
村上環希（むらかみ たまき）
演 - 新山千春
法江の助手。
岡原文雄（おかはら ふみお）
演 - 小泉孝太郎
判事。
服部厚美（はっとり あつみ）
演 - 青田典子
裁判所書記官。
寺田蔵彦（てらだ くらひこ）
演 - 飯田基祐
裁判所事務官。
財部憲男（ざいぶ のりお）
演 - 畑山隆則
雑誌記者。
草場敬太郎（くさば けいたろう）
演 - 菅田俊
刑事。
坂水農
演 - 谷口高史
三好総一（みよし そういち）
演 - 山崎一
検事。
藤林防人（ふじばやし さきもり）
演 - 金田明夫
遠山国士（とおやま くにお）
演 - 伊東四朗
判事。
外園律子（ほかぞの りつこ）
演 - 戸田恵子
ライバルの弁護士。

### ゲスト
第2話「チカン疑惑逆転法廷!」
- 沼田博之 - 井田國彦
- 海藤一臣 - 寺田農

第3話「教師は見た法廷の罠!」
- 栗原威央 - 高杉亘
- 高梨寛生 - 郭智博
- 百瀬佳彦 - 一條俊

第4話「離婚の罠! 母と子の涙」
- 外園治人 - 宇梶剛士
- 外園護 - 塩野魁斗
- 外園康子 - 柳川慶子

第5話「狙われた婚約者の秘密」
- 拝島壮太郎 - 布川敏和
- 島田美緒 - 宝積有香
- 島田章 - 田山涼成
- 拝島道子 - 岩本多代

第6話「法廷密室トリックの謎」
- 絵沢蒼児 - 津川雅彦
- 額田輝明 - 山崎樹範
- 筆坂彩 - 堀北真希
- 安芸野秀展 - 前田耕陽

第7話「母子の秘密涙の点と線」
- 仙道行子 - 牛尾田恭代
- 仙道タケル - ささの友間
- 瀬戸 - つぶやきシロー

第8話「エステ殺人密室の復讐」、最終話「涙の親子運命の再会! エステ殺人…完結編」
- 円城省吉 - 梨本謙次郎
- 新田鈴枝 - 奈良富士子
- 京本勝英 - 小市慢太郎
- 目黒元喜 - 酒井敏也
- 吉宗徹治 - 松重豊
- 円城夢子 - 垣内彩未
- 橋下徹 - 橋下徹（第8話のみ）

## スタッフ
- 脚本 - 戸田山雅司、石井信之
- 監督 - 橋本一、久野昌宏
- 主題歌 - ZARD「止まっていた時計が今動き出した」
- プロデューサー - 井圡隆、今木清志（テレビ朝日）、手塚治、河瀬光（東映）

## 放送日程
- 本作品の裏番組がTBS系列の「うたばん」とフジテレビ系列「奇跡体験‼アンビリバボー」といった高視聴率番組が出た影響により、視聴率は全話1桁台で平均視聴率が8.9％と低視聴率だったため、結局シリーズ化されることなく単発のみとなった。
- 初回は20:00 - 21:54までの2時間スペシャル。
- 2月12日は2006 FIFAワールドカップドイツ大会のアジア1次予選国際強化試合、日本VSイラク中継放送のため放送休止。

| 各話                                                          | 放送日        | サブタイトル                                                                                   | 脚本       | 監督     | 視聴率 |
| ------------------------------------------------------------- | ------------- | ---------------------------------------------------------------------------------------------- | ---------- | -------- | ------ |
| 第1話                                                         | 2004年1月08日 | 南の島から来たミス正義、法廷大バトル! オレオレ詐欺事件衝撃の結末&謎の美女婚約キャンセルの秘密! | 戸田山雅司 | 橋本一   | 8.9%   |
| 第2話                                                         | 2004年1月15日 | チカン疑惑逆転法廷!                                                                            | 戸田山雅司 | 久野昌宏 | 8.0%   |
| 第3話                                                         | 2004年1月22日 | 教師は見た法廷の罠!                                                                            | 戸田山雅司 | 久野昌宏 | 8.5%   |
| 第4話                                                         | 2004年1月29日 | 離婚の罠! 母と子の涙                                                                           | 戸田山雅司 | 橋本一   | 9.9%   |
| 第5話                                                         | 2004年2月05日 | 狙われた婚約者の秘密                                                                           | 石井信之   | 橋本一   | 9.7%   |
| 第6話                                                         | 2004年2月19日 | 法廷密室トリックの謎                                                                           | 戸田山雅司 | 久野昌宏 | 8.8%   |
| 第7話                                                         | 2004年2月26日 | 母子の秘密涙の点と線                                                                           | 戸田山雅司 | 久野昌宏 | 8.9%   |
| 第8話                                                         | 2004年3月04日 | エステ殺人密室の復讐                                                                           | 戸田山雅司 | 橋本一   | 8.7%   |
| 最終話                                                        | 2004年3月11日 | 涙の親子運命の再会! エステ殺人…完結編                                                          | 戸田山雅司 | 橋本一   | 8.8%   |
| 平均視聴率 8.9%（視聴率はビデオリサーチ調べ、関東地区・世帯） |               |                                                                                                |            |          |        |